# Campbell County (Kentucky)
Campbell County je okres ve státě Kentucky v USA. K roku 2010 zde žilo 90 336 obyvatel. Správním městem okresu je Alexandria a Newport. Celková rozloha okresu činí 413 km².